# Loire Aviation
Loire Aviation era el departamento aeronautico de la empresa de construcción naval Ateliers et Chantiers de la Loire  fundado durante el período de entreguerras. Especializado en aviones marinos, con sede en Saint-Nazaire, se fusionó en 1934 con la empresa Société Anonyme Nieuport-Astra antes de convertirse en parte de la SNCAO en 1937.

## Historia
En un principio, se fundó en 1925 como una división de la firma de construcciones navales Ateliers et Chantiers de la Loire - ACL. Estos importantes astilleros estaban interesados en diversificar sus actividades en la nueva área de la aviación naval, combinando su conocimiento del trabajo del metal y la construcción naval para producir hidroaviones para el servicio de correo francés. La compañía comenzó como una empresa conjunta entre ACL y la empresa fabricante de aviones Gourdou-Leseurre , siendo contratada para construir 257 unidades del caza de ala en parasol designado Loire-Gourdou-Leseurre LGL-32 en una nueva fábrica en Saint-Nazaire.
En 1928, estas se empresas se desvincularon y en 1930, la empresa se convirtió en Loire Aviation, trabajando en diseños propios de ingenieros y diseñadores como Alfred Asselot, ingeniero responsable de aeronaves en la oficina de diseño y en el taller de fabricación de prototipos de la empresa desde 1928 a 1937 y luego confiado a Yves Jan-Kerguistel. Durante este período, Asselot creó casi en su totalidad el Departamento de Aviación que se incorporó en 1935 al grupo aeronáutico Société Anonyme Nieuport-Astra- sus modelos eran designados Nieuport-Delage - como Loire-Nieuport, luego nacionalizado el 16 de enero de 1937, para integrarse en la Société Nationale des Constructions Aéronautiques du Sud-Ouest - SNCASO. Como ingeniero jefe de este departamento, Asselot creó en particular el monoplano monomotor para uso colonial Loire 11, un prototipo de avión encargado por el Ministerio del Aire; el avión de reconocimiento Loire 30, un prototipo de monoplano trimotor de reconocimiento nocturno y, el caza Loire 46, encargado por el mismo ministerio. También le debemos la adopción de estructuras de vigas en celosía Tipo Warren para los elementos principales del  Loire 11. Se mantuvo en el cargo de director de la fábrica de Saint-Nazaire hasta el momento de la nacionalización.
En 1933, la empresa se había unido a la firma Société Anonyme Nieuport-Astra; sin embargo, ambas empresas mantuvieron sus propias oficinas de diseño, plantas y aeródromos de prueba; Loire en Saint-Nazaire y La Baule-Escoublac, Nieuport en Issy-les-Moulineaux y Vélizy-Villacoublay. Esto llevó a algunas complicaciones; las dos compañías se encontraron compitiendo en 1934 sobre un requisito  de "diseño C1" del Service Technique Aéronautique para un nuevo caza monoplaza monoplano y tren de aterrizaje retráctil para el Armée de l'air, (Loire 250 y Loire-Nieuport LN 161 respectivamente) que, sin embargo, ganó la firma Aéroplanes Morane-Saulnier con su MS.406 . Las dos empresas se fusionaron por completo en 1935 para formar la Société Anonyme Loire-Nieuport. En 1936, las fábricas Loire-Nieuport fueron nacionalizadas y unidas a la planta de la también nacionalizada Société des Ateliers d’Aviation Louis Breguet de Bouguenais cerca de Nantes, para formar la SNCAO.

## Aviones construidos
- Loire 11 (1930) - Monoplano monomotor de transporte de propósito general para uso colonial
- Loire 30 (1932) - Prototipo de monoplano trimotor de reconocimiento nocturno
- Loire 43 (1932) - Prototipo de caza monoplano monomotor
- Loire 45 (1933) - Prototipo de caza monoplano monomotor, desarrollo del Loire 43
- Loire 46 (1934) - Caza monoplano monomotor, desarrollo del Loire 43 y 45
- Loire 50 (1931) - Hidrocanoa anfibio de enlace monomotor
- Loire 501 (1933) - Hidrocanoa anfibio de enlace monomotor, desarrollo del Loire 50
- Loire 60 (1932) - Prototipo hidrocanoa trimotor de reconocimiento marítimo de largo alcance
- Loire 70 (1933) Hidrocanoa trimotor de reconocimiento de largo alcance
- Loire 102 (1936) - Prototipo hidrocanoa monoplano trimotor; avión postal
- Loire 130 (1934) - Hidrocanoa monomotor de reconocimiento catapultable
- Loire 210 (1935) - Hidroavión monomotor de caza catapultable
- Loire 250 (1935) - Prototipo caza monoplano monomotor
- Loire-Nieuport 10 (1939) - Prototipo hidroavión bimotor de combate y reconocimiento marítimo de largo alcance
- Loire-Nieuport 160/161 (1935-36) - Prototipos caza monoplano monomotor
- Loire-Nieuport LN.401 (1938) - Monoplano monomotor de bombardeo en picado